# Соковнин, Евгений Николаевич
Евгений Николаевич Соковни́н (1904—1973) — советский оперный режиссёр и педагог. Отец писателя Михаила Соковнина.

## Биография
Родился 27 июля (9 августа) 1904 года в Казани. В 1930 году окончил музыкальный техникум имени А. Н. Скрябина по классу сольного пения. С 1924 года артист миманса и хора, с 1931 года артист ГАБТ. Окончив в 1933 году режиссёрское отделение Оперной студии при ГАБТ, перешёл на режиссёрскую работу. В 1941—1952 годах — режиссёр ГАБТ, в 1952—1959 годах — ЛАТОБ имени С. М. Кирова. В 1948—1950 годах был главным режиссёром Софийской народной оперы.
С 1933 года занимался педагогической деятельностью. С 1956 года вёл класс оперной режиссуры в ЛГК имени Н. А. Римского-Корсакова (с 1967 года — профессор). Член КПСС с 1954 года.
Умер 28 февраля 1973 года в Ленинграде.

## Оперные постановки
ГАБТ
- «Ромео и Джульетта» Ш. Гуно
- «Евгений Онегин» П. И. Чайковского
- «Севильский цирюльник» Дж. Россини
- «Иван Сусанин» М. И. Глинки

Молотовский АТОБ имени П. И. Чайковского
- «Севастопольцы» М. В. Коваля
- «Дружба народов» («Великая дружба») В. И. Мурадели

Софийская народная опера
- «Борис Годунов» М. П. Мусоргского
- «Иван Сусанин» М. И. Глинки
- «Князь Игорь» А. П. Бородина
- «Евгений Онегин» П. И. Чайковского
- «Черевички» П. И. Чайковского

ЛАТОБ имени С. М. Кирова
- 1952 — «Псковитянка» Н. А. Римского-Корсакова
- 1953 — «Садко» Н. А. Римского-Корсакова
- 1953, 1973 — «Декабристы» Ю. А. Шапорина
- 1954 — «Князь Игорь» А. П. Бородина
- 1955 — «Фёдор Таланов» В. А. Дехтерева
- 1957 — «Бал-маскарад» Дж. Верди
- 1958 — «Сказание о невидимом граде Китеже и деве Февронии» Н. А. Римского-Корсакова

ЛМАТОБ
- 1962 — «Отелло» Дж. Верди

## Награды и премии
- народный артист РСФСР (1957)
- заслуженный деятель искусств Литовской ССР (1954)
- Сталинская премия второй степени (1947) — за постановку оперного спектакля «Севастопольцы» М. В. Коваля на сцене Молотовского АТОБ